# Балейське родовище золота
Балейське родовище золота — розташоване у Східному Забайкаллі, Росія. Відкрите 1927 року, розробляється з 1929 року.

## Характеристика
Оруденіння пов'язане з палеозойськими гранітоїдами, що складають борти і основу ґрабена. Родовище складається з двох ділянок: штокверк коротких крутопадаючих жил і прожилків (1-20 см) в гранітоїдах; окремі жили і жильні зони (потужність до 4 м) в осадових породах вздовж скидів з ореолами прожилкової мінералізації мають промислове значення. Рудні жили складені тонкозернистим і гребінчастим кварцом з домішкою шаруватих силікатів, адуляру, карбонатів. Кількість рудних мінералів в жилах 0,5-1,0%; переважають пірит, марказит, сульфосолі сурми і срібла. Золото самородне (проба 650—750), тонкодисперсне, рідше у вигляді губчастих скупчень і дендритів до 10 мм.

## Технологія розробки
Родовище розробляється відкритим і підземним способами (камерна система розробки із закладенням виробленого простору). Руда збагачується методом флотації з подальшим ціануванням концентратів.